# Kyron McMaster
Kyron McMaster (né le 3 janvier 1997) est un athlète des Îles Vierges britanniques, spécialiste du 400 mètres haies, vice-champion du monde en 2023 à Budapest.

## Biographie
Kyron McMaster glane la médaille de bronze du 400 mètres haies lors des Championnats du monde juniors 2016, à Bydgoszcz en Pologne, établissant un nouveau record national en 49 s 56.
En 2017, il descend pour la première fois de sa carrière sous les 49 secondes (48 s 71 le 30 mars à Gainesville), puis pour la première fois sous les 48 secondes (47 s 80 le 20 mai à  Kingston). Il s'inscrit comme l'un des favoris pour les Championnats du monde de Londres. Mais lors des séries des Mondiaux, le 6 août, Kyron McMaster subit une grosse désillusion en se faisant disqualifier pour avoir empiété dans le couloir intérieur.
Le 24 août, lors du Weltklasse Zürich, étape finale de la Ligue de diamant et dans une nouvelle formule où le vainqueur de la finale remporte le trophée, il s'impose en 48 s 07 devant le champion du monde Karsten Warholm (48 s 22).
En septembre 2017, son entraîneur Xavier « Dag » Samuels meurt en tombant du toit de sa maison lors du passage de l'ouragan Irma dans les Antilles et Caraïbes.
En avril 2018, il décroche pour les îles Vierges britanniques la première médaille lors des Jeux du Commonwealth de son histoire, avec le titre sur 400 m haies à Gold Coast. Le 30 juin, il bat son record national lors du Meeting de Paris, en 47 s 54, pour terminer à la 2e place de la course derrière le Qatarien Abderrahman Samba, auteur de la seconde meilleure performance mondiale de l'histoire en 46 s 98.
Le 31 juillet 2018, McMaster s'offre la médaille d'or des Jeux d'Amérique centrale et des Caraïbes de Barranquilla en 47 s 60, nouveau record des Jeux. Le 12 août, il remporte les championnats NACAC de Toronto en 48 s 18.
L'athlète des Iles Vierges britanniques échoue à deux reprises au pied du podium lors des Mondiaux de Doha en 2019 et lors des Jeux olympiques de Tokyo en 2021. Lors de cette dernière course, la plus rapide de tous les temps, McMaster signe pourtant un nouveau record national en 47 s 08.

### Vice-champion du monde à Budapest (2023)
Aux championnats du monde de Budapest en août 2023, il monte sur son premier podium en grands championnats grâce à sa deuxième place sur 400 m haies. Avec le temps de 47 s 37, il est seulement battu par le recordman du monde Karsten Warholm et conquiert surtout la première médaille planétaire de l'histoire des Iles Vierges britanniques.

## Palmarès
| Date | Compétition                              | Lieu             | Résultat | Épreuve     | Temps   |
| ---- | ---------------------------------------- | ---------------- | -------- | ----------- | ------- |
| 2016 | Championnats du monde juniors            | Bydgoszcz        | 3e       | 400 m haies | 49 s 56 |
| 2017 | Ligue de diamant                         | Ligue de diamant | 1er      | 400 m haies | 48 s 07 |
| 2018 | Jeux du Commonwealth                     | Gold Coast       | 1er      | 400 m haies | 48 s 25 |
| 2018 | Jeux d'Amérique centrale et des Caraïbes | Barranquilla     | 1er      | 400 m haies | 47 s 60 |
| 2018 | Championnats NACAC                       | Toronto          | 1re      | 400 m haies | 48 s 18 |
| 2018 | Coupe continentale                       | Ostrava          | 8e       | 400 m haies | 52 s 62 |
| 2019 | Ligue de diamant                         | Ligue de diamant | 3e       | 400 m haies | 48 s 58 |
| 2019 | Championnats du monde                    | Doha             | 4e       | 400 m haies | 48 s 10 |
| 2021 | Jeux olympiques                          | Tokyo            | 4e       | 400 m haies | 47 s 08 |
| 2022 | Jeux du Commonwealth                     | Birmingham       | 1er      | 400 m haies | 48 s 93 |
| 2022 | Championnats NACAC                       | Freeport         | 1er      | 400 m haies | 47 s 34 |
| 2023 | Championnats du monde                    | Budapest         | 2e       | 400 m haies | 47 s 34 |
| 2023 | Ligue de diamant                         | Ligue de diamant | 3e       | 400 m haies | 47 s 31 |
| 2024 | Jeux olympiques                          | Paris            | 5e       | 400 m haies | 47 s 79 |

## Records
| Épreuve     | Temps        | Lieu  | Date        |
| ----------- | ------------ | ----- | ----------- |
| 400 m haies | 47 s 08 (NR) | Tokyo | 3 août 2021 |